# Sixto Peralta
Sixto Raimundo Peralta Salso (ur. 16 kwietnia 1979 w Comodoro Rivadavia) – argentyński piłkarz grający na pozycji pomocnika.

## Kluby
- sezon 1994/1995 - Comisión de Actividades Infantiles (Argentino Primera División)
- sezon 1995/1996 - Comisión de Actividades Infantiles (Argentino Primera División)
- sezon 1996/1997 - Huracan Buenos Aires (Argentino B y Regionales)
- sezon 1997/1998 - Huracan Buenos Aires (Argentino B y Regionales)
- sezon 1998/1999 - Huracan Buenos Aires (Argentino B y Regionales)
- sezon 1999/2000 - Racing Club de Avellaneda (Argentino B y Regionales)
- sezon 2000/2001 - Internazionale Milan (Serie A - Włochy), wypożyczenie do Torino FC (Serie B - Włochy)
- sezon 2001/2002 - Ipswich Town (Premier League - Anglia) wypożyczenie
- sezon 2002/2003 - Racing Club de Avellaneda (Primera División/Argentino B y Regionales) wypożyczenie
- sezon 2003/2004 - Santos Laguna Torreón (1 liga - Meksyk)
- sezon 2004/2005 - Tigres UANL (1 liga - Meksyk)
- sezon 2005/2006 - Tigres UANL (1 liga - Meksyk)
- sezon 2006/2007 - Racing Club de Avellaneda
- sezon 2007/2008 - River Plate
- sezon 2007/2008 - CFR Cluj (1 liga - Rumunia)
- sezon 2008/2009 - CFR Cluj